# Valorie Curry
Valorie Curry (La Habra, California, 12 de febrero de 1986) es una actriz estadounidense. Es conocida por interpretar a Charlotte en The Twilight Saga: Breaking Dawn - Part 2, Emma Hill en The Following, a la androide Kara en el videojuego Detroit: Become Human y a Firecracker en la serie The Boys, de Prime Video.

## Biografía
Curry nació el 12 de febrero de 1986 en el Condado de Orange, California. Es la menor de tres hermanos. Asistió a la Sonora High School en La Habra, donde se graduó en 2004. Asistió a la Universidad Estatal de California, Fullerton, donde recibió una licenciatura en teatro. Ha trabajado con los grupos de teatro The Second City y Phantom Projects.

### Carrera
Debutó como actriz en 2006 con el papel de Jane Kuhne, un personaje recurrente de la serie de televisión Veronica Mars. Desde entonces ha aparecido como invitada en series de televisión tales como CSI: NY y Psych y en el cortometraje I Love You Like Crazy.
En 2010 fue elegida para interpretar a Charlotte en la adaptación cinematográfica de la novela escrita por Stephenie Meyer The Twilight Saga: Breaking Dawn - Part 2. En 2012, Curry fue seleccionada para interpretar a Emma Hill en la serie de Fox The Following.
En marzo de 2012 fue presentada la demo técnica "Kara", donde Valorie interpreta a una androide que descubre tener sentimientos en el medio de su montaje. A partir de esa demo surge Detroit: Become Human, videojuego de David Cage que es presentado en la E3 2016 con Curry interpretando nuevamente a Kara, esta vez como parte de los personajes principales. El videojuego fue lanzado en 2018.
Desde 2024 interpreta el papel de Misty Tucker Gray / Firecracker en la serie de Prime Video The Boys.

## Filmografía
| Cine          | Cine                                      | Cine                            | Cine                           |
| Año           | Título                                    | Rol                             | Notas                          |
| ------------- | ----------------------------------------- | ------------------------------- | ------------------------------ |
| 2011          | I Love You Like Crazy                     | Melody                          | Cortometraje                   |
| 2012          | Kara                                      | Kara                            | Demo técnica                   |
| 2012          | The Twilight Saga: Breaking Dawn - Part 2 | Charlotte                       |                                |
| 2014          | After Darkness                            | Margot                          |                                |
| 2016          | Blair Witch                               | Talia                           |                                |
| Videojuegos   |                                           |                                 |                                |
| Año           | Título                                    | Rol                             | Notas                          |
| 2018          | Detroit: Become Human                     | Kara Androides modelo AX400     | Elenco principal               |
| Televisión    |                                           |                                 |                                |
| Año           | Título                                    | Rol                             | Notas                          |
| 2005-2006     | Veronica Mars                             | Jane Kuhne                      | Elenco principal               |
| 2011          | CSI: NY                                   | Hannah McCray                   | 1 episodio                     |
| 2012          | Psych                                     | Rose-Marie Farrow               | 1 episodio                     |
| 2013-2014     | The Following                             | Emma Hill                       | Elenco principal               |
| 2015          | House of Lies                             | Kelsey                          | 9 episodios                    |
| 2016-2019     | The Tick                                  | Dot Everest                     | Elenco principal               |
| 2021          | The Lost Symbol                           | Katherine Solomon               | Elenco principal               |
| 2024–presente | The Boys                                  | Misty Tucker Gray / Firecracker | Elenco principal (temporada 4) |
| 2025          | Gen V                                     | Misty Tucker Gray / Firecracker | Invitada                       |